# سرمه (مقاطعة دلفان)
سرمه (بالفارسية: سرمه) هي قرية تقع في قسم كاكاوند الغربي الريفي (مقاطعة دلفان) في إيران. يقدر عدد سكانها بـ 300 نسمة بحسب إحصاء 2016.